# Сан-П'єтро-Муссоліно
Сан-П'єтро-Муссоліно (італ. San Pietro Mussolino, вен. San Piero Musołin) — муніципалітет в Італії, у регіоні Венето, провінція Віченца.
Сан-П'єтро-Муссоліно розташований на відстані близько 430 км на північ від Рима, 90 км на захід від Венеції, 24 км на захід від Віченци.
Населення — 1639 осіб (2014).

## Демографія
Населення за роками:

Станом на 1 січня 2023 року в муніципалітеті офіційно проживало 218 іноземців з 25 країн, серед них 22 громадяни країн Євросоюзу.

## Сусідні муніципалітети
- Альтіссімо
- К'ямпо
- Ногароле-Вічентіно
- Вестенанова